# مغنامقاومت غولپیکر
مغنامقاومت غول‌پیکر یا جی‌ام‌آر، یک اثر مقاومت‌مغناطیسی مکانیک‌کوانتومی است که در لایه‌های تشکیل‌شده رسانای متناوب فرومغناطیسی و غیرمغناطیسی مشاهده شده‌است. جایزه نوبل سال ۲۰۰۷ فیزیک با این کشف به آلبر فر و پتر گرونبرگ رسید.
این اثر بسته به اینکه مغناطش لایه‌های فرومغناطیسی مجاور در یک مسیر موازی یا ضدموازی باشد، به شکل یک تغییر قابل‌توجه در مقاومت‌الکتریکی مشاهده می‌شود. مقاومت کلی برای مسیر موازی نسبتاً کم و برای مسیر ضد موازی نسبتاً زیاد است. جهت مغناطیس‌سازی می‌تواند کنترل شود، به عنوان مثال، با استفاده از یک میدان مغناطیسی خارجی این کار ممکن است. این اثر مبتنی بر وابستگی پراکندگی الکترون به جهت‌گیری اسپین است.
کاربرد اصلی جیی‌ام‌آر در حسگرهای میدان مغناطیسی برای خواندن داده‌ها در درایوهای دیسک، حسگرهای زیستی، سامانه‌های میکروالکترومکانیکی و دیگر قطعه‌‌ها است. مغنامقاومت غول‌پیکر همچنین در حافظه مغناطیسی دسترسی تصادفی به عنوان سلول‌هایی که یک بیت اطلاعات را ذخیره می‌کنند، استفاده می‌شود.
در نوشتار گاهی اصطلاح مغناطیسی غولپیکر با مغنامقاومت غولپیکر نیم‌رساناهای فرومغناطیسی و ضدمغناطیسی اشتباه گرفته می‌شود، که مربوط به ساختار چندلایه نیست.

تغییر در مقاومت ابر شبکه‌های Fe / Cr در میدان مغناطیسی خارجی H در دمای۴٬۲ کلوین. جریان و میدان مغناطیسی با محور [۱۱۰] موازی است.
پیکان سمت راست حداکثر تغییر مقاومت را نشان می‌دهد.

## فرمول‌بندی
مقاومت‌مغناطیسی وابستگی مقاومت‌الکتریکی نمونه به قدرت یک میدان مغناطیسی خارجی است. که از نظر عددی، با مقدار  {\displaystyle \delta _{H}={\frac {R(H)-R(0)}{R(0)}}}  مشخص می‌شود.
که در آن (R (H مقاومت نمونه در یک میدان‌مغناطیسی H است و (R (0 مربوط به H = ۰ است. در اشکال جایگزین این عبارت، ممکن است از مقاومت‌الکتریکی به جای مقاومت استفاده کنند که یک علامت متفاوت برای δH دارد و بعضی‌اوقات هم (R (H به جای (R (0 در مخرج دیده می‌شود.
اصطلاح «مقاومت‌مغناطیسی غول‌پیکر» نشان می‌دهد که مقدار δ برای ساختارهای چند لایه به‌طور قابل‌توجهی از مقاومت‌مغناطیسی ناهمسانگرد فراتر است. این مقدار در حالت معمولی درحدود چند درصد است.

## تاریخچه
جیی‌ام‌آر در سال ۱۹۸۸ به‌طور مستقل توسط گروه‌های آلبر فر از دانشگاه پاریس-سود، فرانسه و پتر گرونبرگ در آلمان کشف شد. اهمیت عملی این کشف تجربی عامل دریافت جایزه نوبل فیزیک برای فر و گرونبرگ در سال ۲۰۰۷ بود.

### گام‌های اولیه
اولین مدل ریاضی توصیف اثر مغناطش بر تحرک حامل‌های بار در مواد جامد، مربوط به اسپین آن حامل‌ها، در سال ۱۹۳۶ گزارش شد. شواهد تجربی از افزایش بالقوه δH از دهه ۱۹۶۰ شناخته شده‌است. در اواخر دهه ۱۹۸۰، مغنامقاومت دارای خواص متغیر به خوبی کشف شده بود، اما مقدار مربوط به δH از چند درصد تجاوز نکرد. افزایش δH با ظهور تکنیک‌های آماده‌سازی نمونه مانند برآرایی پرتو-مولکولی امکان‌پذیر شد، که امکان تولید غشاهای نازک چندلایه با ضخامت چندین نانومتر را می‌دهد.

## آزمایش و تفسیر آن
فر و گرونبرگ مقاومت الکتریکی ساختارهای دارای مواد فرو مغناطیسی و غیرفرومغناطیسی را مطالعه کردند. به‌طور خاص، فر روی غشاهای چندلایه کار کرد و گرونبرگ در سال ۱۹۸۶ اندرکنش تبادل ضدفرومغناطیسی را در غشاهای Fe / Cr کشف کرد.
کار کشف جیی‌ام‌آر توسط دو گروه روی نمونه‌های با اندکی تفاوت انجام شد. گروه فر از ابرشبکه‌های Fe/{\displaystyle {\bigl (}001{\bigr )}}Cr{\displaystyle {\bigl (}001{\bigr )}} استفاده کرد که در آن لایه‌های Fe و Cr در یک خلأ زیاد بر روی یک بستر گالیم‌آرسنید در ۲۰ درجه سانتی‌گراد نگهداری شده و اندازه‌گیری‌های مغنامقاومت در دمای پایین انجام شد (به‌طور معمول ۴٬۲ کلوین). کار گرونبرگ بر روی چندلایه‌ای‌های Fe و Cr بر روی گالیم‌آرسنید در دمای اتاق انجام شد.
در چندلایه‌ای‌های Fe / Cr با لایه‌های آهن به ضخامت ۳ نانومتر، افزایش ضخامت لایه‌های غیرمغناطیسی Cr از ۰٬۹به ۳ نانومتر باعث ضعیف شدن اتصال ضدفرومغناطیسی بین لایه‌های Fe شده و کاهش میدان مغناطیس‌زدایی را نتیجه می‌دهد. و همچنین با گرم شدن نمونه از ۴٬۲ کلوین به دمای اتاق این مورد دوباره کاهش می‌یابد. تغییر ضخامت لایه‌های غیرمغناطیسی منجر به کاهش قابل‌توجهی از مغناطش باقی‌مانده در حلقهپسماند می‌شود. مقاومت الکتریکی با میدان مغناطیسی خارجی در ۴٬۲ کلوین تا ۵۰٪ تغییر می‌کند. فر این اثر جدید را به عنوان مغناطیسی‌غول‌پیکر نامید تا تفاوت آن را با مقاومت‌مغناطیسی ناهمسانگرد برجسته کند. آزمایش گرونبرگ همان کشف را نتیجه داد، اما به دلیل قرار گرفتن نمونه‌ها در دمای اتاق و نه دمای پایین، اثر آن کمتر برجسته بود (۳٪ در مقایسه با ۵۰٪).
کاشفان پیشنهاد کردند که این اثر مبتنی بر الکترون‌های وابسته به اسپین در ابرشبکه‌ها است و به ویژه به مقاومت لایه‌ها به جهت‌گیری‌های نسبی مغناطش و اسپین الکترون وابسته است. در سال ۱۹۸۹، کملی و بارناس هندسه «جریان در صفحه» (CIP) را محاسبه کردند، جایی که جریان در امتداد لایه‌ها جریان می‌یابد، در حالی که در تقریب کلاسیک، لوی از فرمالیسم‌کوانتومی استفاده کرد. نظریه جیی‌ام‌آر برای جریان عمود بر لایه‌ها (جریان عمود بر صفحه یا هندسه CPP)، معروف به نظریه والت-فرت، در سال ۱۹۹۳ گزارش شد. کاربردها و درخواست‌ها هندسه CPP را ترجیح می‌دهند زیرا مغنامقاومت بیشتری (δH) را فراهم می‌کند و منجر به حساسیت بیشتر قطعه‌ می‌شود.

### مبانی

انبوهی الکترونیکی حالت‌ها (فازهای ماذه) (DOS) در فلزات مغناطیسی و غیرمغناطیسی. ۱: ساختار دو لایه فرومغناطیسی و یک لایه غیرمغناطیسی (فلش‌ها جهت مغناطش را نشان می‌دهد). ۲: تقسیم DOS برای الکترونهایی با جهت چرخش متفاوت برای هر لایه (فلش‌ها جهت چرخش را نشان می‌دهند). F: تراز فرمی. گشتاور مغناطیسی مخالف جهت چرخش کل در تراز فرمی است.

## تئوری

### پراکندگی وابسته به اسپین
در مواد مرتب‌شده مغناطیسی، مقاومت‌الکتریکی به‌دلیل پراکندگی الکترون‌ها در زیرشبکه‌مغناطیسی کریستال، که توسط اتم‌های معادل به‌شکل کریستالوگرافی با گشتاورهای‌مغناطیسی غیرصفر تشکیل می‌شود، تأثیر اساسی دارد. پراکندگی به جهت‌گیری‌های نسبی چرخش الکترون و گشتاورهای‌مغناطیسی آن بستگی دارد: وقتی موازی هستند ضعیف‌ترین است و وقتی موازی نیستند در قوی‌ترین حالت است. در حالت پارامغناطیسی، که در آن گشتاورمغناطیسی اتم‌ها جهت‌گیری تصادفی دارند، نسبتاً قوی است.

مس (فلز غیر مغناطیسی). F - تراز فرمی. محور عمودی انرژی در eV است. نظریه نوارها (چپ) و تراکم حالت‌ها (راست)

برای هادی‌های خوب مانند طلا یا مس، تراز فرمی در لایه sp قرار دارد و لایه d کاملاً پر می‌شود. در فرومغناطیسها وابستگی پراکندگی اتم-الکترون در جهت گشتاورهای مغناطیسی آنها، مربوط به پر شدن لایه مسئول خواص مغناطیسی فلز است. تراز فرمی برای اکثریت اسپین الکترون‌ها در لایه sp قرار دارد و انتقال آن‌ها در فرومغناطیس و فلزات غیرمغناطیسی مشابه است. برای اقلیت اسپین الکترون‌ها، لایه‌های sp و d ترکیبی (هیبریداسیون شده) هستند و تراز فرمی در لایه d قرار دارد. لایه spd ترکیبی دارای تراکم بالایی از حالت‌ها است، که منجر به پراکندگی قوی‌تر و در نتیجه کوتاه‌تر بودن مسیر آزاد λ برای اقلیت-اسپین نسبت به اکثریت-اسپین الکترون‌ها می‌شود. در نیکل دوپ شده با کبالت، نسبت {\displaystyle \lambda _{\uparrow }/\lambda _{\downarrow }} می‌تواند به ۲۰ برسد.

کبالت (اسپین اکثریت) نظریه نوارها (چپ) و تراکم حالت‌ها (راست)

طبق مدل دروده، رسانایی متناسب با λ است که از چند تا چند ده نانومتر در غشاهای فلزی نازک متغیر است. الکترون‌ها جهت چرخش را طول آرامش چرخشی (یا طول انتشار چرخش) به اصطلاح «به خاطر می‌آورند»، که می‌تواند به‌طور قابل‌توجهی از میانگین مسیر آزاد فراتر رود. حمل و نقل چرخش-وابسته به وابستگی هدایت الکتریکی به جهت چرخش حامل‌های بار اشاره دارد که در فرومغناطیس‌ها، به دلیل انتقال الکترون بین 4s تقسیم نشده و لایه‌های 3d تقسیم شده رخ می‌دهد.

کبالت (اسپین اقلیت) نظریه نوارها (چپ) و تراکم حالت‌ها (راست)

در برخی از مواد، اندرکنش بین الکترون‌ها و اتمها وقتی که گشتاورهای‌مغناطیسی آنها بیشتر از موازی ضدموازی باشد در ضعیف‌ترین حالت است. ترکیبی از هر دو نوع مواد می‌تواند منجر به اثر وارون جیی‌ام‌آر شود.

### هندسه‌های سی‌آی‌پی و سی‌پی‌پی

دریچه‌های اسپینی در سر خواندن حسگر در هندسه‌های CIP (چپ) و CPP (راست). قرمز: جریان را به حسگر منتقل می کندسبز و زرد: لایه‌های فرومغناطیسی و غیرمغناطیسی
V: اختلاف پتانسیل

جریان الکتریکی به دو طریق می‌تواند از طریق ابرشبکه‌های مغناطیسی عبور کند. جریان در صفحه (CIP)، در امتداد لایه‌ها جریان می‌یابد و الکترودها در یک طرف ساختار قرار دارند یا جریان عمود بر پیکربندی صفحه (CPP)، که جریان عمود بر لایه‌ها عبور می‌کند و الکترودها در دو طرف مختلف ابرشبکه قرار دارند. هندسه CPP از دو برابر جیی‌ام‌آر بالاتر است، اما تحقق آن در عمل دشوارتر از پیکربندی CIP است.

### انتقال حامل از طریق یک ابرشبکه مغناطیسی
ترتیب مغناطیسی در ابرشبکه‌ها با برهم‌کنش فرومغناطیسی و ضدفرومغناطیسی بین لایه‌ها متفاوت است. در حالت اول، جهت‌های مغناطش در لایه‌های مختلف فرومغناطیسی در غیاب میدان‌مغناطیسی اعمال شده یکسان است، درحالی‌که در حالت دوم، جهت‌های مخالف در چندلایه متناوب هستند. الکترون‌هایی که از طریق ابرشبکه مغناطیسی عبور می‌کنند نسبت به حالت موازی بودن آن بسیار ضعیف‌تر عمل می‌کنند درحالی‌که جهت چرخش آن‌ها مخالف مغناطش شبکه است. چنین ناهمسانگردی برای ابرشبکه مغناطیسی مشاهده نمی‌شود. در نتیجه، الکترون‌ها را قوی‌تر از ابرشبکه‌های مغناطیسی پراکنده می‌کند و مقاومت‌الکتریکی بالاتری از خود نشان می‌دهد.
کاربردهای اثر جیی‌ام‌آر نیاز به جابجایی دینامیکی بین مغناطش موازی و ضدموازی لایه‌ها در یک ابرشبکه دارد. در تقریب اول، چگالی انرژی اندرکنش بین دو لایه فرومغناطیسی جدا شده توسط یک لایه غیرمغناطیسی متناسب با ضرب اسکالر مغناطش آنها است و می‌توان آن را به‌شکل {\textstyle w=-J(\mathbf {M} _{1}\cdot \mathbf {M} _{2})} نوشت.
ضریب J یک تابع نوسانی از ضخامت لایه غیرمغناطیسی ds است؛ بنابراین J می‌تواند اندازه و علامت خود را تغییر دهد. اگر مقدار ds با حالت ضدموازی مطابقت داشته باشد، یک میدان‌خارجی می‌تواند ابرشبکه را از حالت ضدموازی (مقاومت بالا) به حالت موازی (مقاومت کم) تبدیل کند. مقاومت کل ساختار را می‌توان به صورت {\displaystyle R=R_{0}+\Delta R\sin ^{2}{\frac {\theta }{2}}} نوشت.
بطوری که R0 مقاومت ابرشبکه مغناطیسی است، ΔR میزان افزایش جیی‌ام‌آر است و θ زاویه بین مغناطش لایه‌های مجاور است.

## شرح ریاضی
پدیده جیی‌ام‌آر را می‌توان با استفاده از دو مجرای اسپین-وابسته به رسانایی الکترون توصیف کرد که مقاومت در آن‌ها حداقل یا حداکثر است. رابطه بین آن‌ها اغلب از نظر ضریب ناهمسانگردی چرخش β تعریف می‌شود. این ضریب را می‌توان با استفاده از حداقل و حداکثر مقاومت‌الکتریکی ویژه {\displaystyle \rho _{F\pm }} برای جریان قطبش چرخشی به‌شکل {\displaystyle \rho _{F\pm }={\frac {2\rho _{F}}{1\pm \beta }}} نوشت.
جایی که ρF مقاومت متوسط فرومغناطیس است.

### مدل مقاومتی برای ساختارهای سی‌آی‌پی و سی‌پی‌پی
اگر پراکندگی حامل‌های بار در رابط بین فلز فرومغناطیسی و غیرمغناطیسی کم باشد و جهت اسپین الکترون به اندازه کافی طولانی شود، مناسب است که مدلی را در نظر بگیرید که در آن مقاومت کل نمونه ترکیبی از مقاومت در برابر لایه‌های مغناطیسی و غیرمغناطیسی است.
در این مدل، دو پیوند رسانایی برای الکترون‌ها با جهت چرخش مختلف نسبت به مغناطش لایه‌ها وجود دارد؛ بنابراین، مدار معادل ساختار جیی‌ام‌آر از دو اتصال موازی متناظر با هر یک از کانال‌ها تشکیل شده‌است. در این حالت می‌توان جیی‌ام‌آر را به صورت زیر بیان کرد.
{\displaystyle \delta _{H}={\frac {\Delta R}{R}}={\frac {R_{\uparrow \downarrow }-R_{\uparrow \uparrow }}{R_{\uparrow \uparrow }}}={\frac {(\rho _{F+}-\rho _{F-})^{2}}{(2\rho _{F+}+\chi \rho _{N})(2\rho _{F-}+\chi \rho _{N})}}}
تحت شرایط {\displaystyle \chi \rho _{N}\ll \rho _{F\pm }} رابطه می‌تواند ساده شود با استفاده از ضریب عدم تقارن اسپین رابطه به شکل {\displaystyle \delta _{H}={\frac {\beta ^{2}}{1-\beta ^{2}}}} در می‌آید.

### مدل والت-فر
در سال ۱۹۹۳، تیری والت و آلبر فر بر اساس معادلات بولتزمان مدلی را برای مقاومت‌مغناطیسی غول‌پیکر در هندسه CPP ارائه دادند. در این مدل پتانسیل‌شیمیایی درون لایه مغناطیسی به دو تابع تقسیم می‌شود که تفاوت این دو تابع مربوط به الکترون‌های دارای چرخش‌های موازی و ضدموازی مغناطش لایه است. اگر لایه غیرمغناطیسی به اندازه کافی نازک باشد، در میدان خارجی {\displaystyle E_{0}} ، اصلاحات پتانسیل‌الکتروشیمیایی و میدان در داخل نمونه شکل می‌گیرد و خواهیم داشت:
{\displaystyle \Delta \mu ={\frac {\beta }{1-\beta ^{2}}}eE_{0}\ell _{s}e^{z/\ell _{s}}}
{\displaystyle \Delta E={\frac {\beta ^{2}}{1-\beta ^{2}}}eE_{0}\ell _{s}e^{z/\ell _{s}}}
جایی که {\displaystyle _{s}}ℓ متوسط طول زمان استراحت اسپین-اسپین است و مختصات z از مرز بین لایه‌های مغناطیسی و غیرمغناطیسی اندازه‌گیری می‌شود (z <0 مربوط به فرومغناطیسی است). بنابراین الکترون‌هایی با پتانسیل‌شیمیایی بیشتر در مرز فرومغناطیسی تجمع می‌یابند. این را می‌توان با پتانسیل تجمع چرخشی Vas یا به اصطلاح مقاومت رابط (مرز بین فرومغناطیسی و ماده غیرمغناطیسی) نشان داد.
{\displaystyle R_{i}={\frac {\beta (\mu _{\uparrow \downarrow }-\mu _{\uparrow \uparrow })}{2ej}}={\frac {\beta ^{2}\ell _{sN}\rho _{N}}{1+(1-\beta ^{2})\ell _{sN}\rho _{N}/(\ell _{sF}\rho _{F})}}}
که j تراکم جریان در نمونه است، {\displaystyle _{N}}ℓs و {\displaystyle _{F}}ℓs به ترتیب زمان استراحت اسپین-اسپین در مواد غیرمغناطیسی و مغناطیسی هستند.

## آمایش قطعه‌

### مواد و داده‌های تجربی
بسیاری از ترکیبات مواد جیی‌ام‌آر را نشان می‌دهند و متداول‌ترین آنها به شرح زیر است:
1. FeCr[۱۰]
2. Co10Cu90: δH = ۴۰٪ (در دمای اتاق)[۳۲]
3. Co95Fe5/Cu: δH = ۱۱۰٪ (در دمای اتاق)[۳۱]

مقاومت‌مغناطیسی به پارامترهای زیادی مانند هندسه قطعه‌ (CIP یا CPP)، دما و ضخامت لایه‌های فرومغناطیسی و غیرمغناطیسی بستگی دارد. در دمای ۴٬۲ کلوین و ضخامت لایه‌های کبالت ۱٫۵ نانومتر، افزایش ضخامت لایه‌های مس dCu از ۱ به ۱۰ نانومتر باعث کاهش δH از ۸۰ به ۱۰ درصد در هندسه CIP شد. در همین حال، در هندسه CPP حداکثر (δH (۱۲۵٪ برای dCu = ۲٫۵ نانومتر مشاهده شد و افزایش dCu به ۱۰ نانومتر باعث کاهش نوسانی δH به ۶۰٪ شد.
هنگامی که یک ابر شبکه (نانومترCo (۱٫۲ / (نانومترCu (۱٫۱ از صفر تا ۳۰۰ کلوین گرم می‌شد، δH آن از ۴۰ به ۲۰ درصد در هندسه CIP و از ۱۰۰ به ۵۵ درصد در هندسه CPP کاهش یافته‌است.
لایه‌های غیرمغناطیسی می‌توانند غیرفلزی باشند. به عنوان مثال، δH تا ۴۰ درصد برای لایه‌های آلی در ۱۱ کلوین نشان داده شد. دریچه‌های اسپینی گرافن از طرح‌های مختلف، δH را در حدود ۱۲ درصد در ۷ کلوین و ۱۰ درصد در ۳۰۰ کلوین، بسیار پایین‌تر از حد نظری ۱۰۹ درصد به نمایش گذاشته‌اند.
اثر جیی‌ام‌آر را می‌توان با فیلترهای چرخشی که الکترون‌هایی با جهت چرخش خاص انتخاب می‌کنند، افزایش داد. آن‌ها از فلزاتی مانند کبالت ساخته شده‌اند. برای یک فیلتر به ضخامت t، تغییر در رسانایی ΔG می‌تواند به صورت {\displaystyle \Delta G=\Delta G_{SV}+\Delta G_{f}(1-e^{\beta t/\lambda })} بیان شود.
که {\displaystyle _{s}{}_{v}}ΔG تغییر در رسانایی دریچه چرخشی بدون فیلتر است ، {\displaystyle _{f}}ΔG حداکثر افزایش رسانایی با فیلتر است و β یک پارامتر از ماده فیلتر است.

### انواع جیی‌ام‌آر

#### ابرشبکه‌های ضدفرومغناطیسی
جیی‌ام‌آر در غشاها برای اولین بار توسط فر و گرونبرگ در مطالعه ابرشبکه‌های تشکیل شده از لایه‌های فرومغناطیسی و غیرمغناطیسی مشاهده شد. ضخامت لایه‌های غیرمغناطیسی به گونه‌ای انتخاب شد که اثر متقابل بین لایه‌ها ضدمغناطیسی و مغناطش در لایه‌های مغناطیسی مجاور ضدموازی باشد. سپس یک میدان مغناطیسی خارجی می‌تواند بردارهای‌مغناطیسی را به موازات خود تحت تأثیر مقاومت‌الکتریکی ساختار قرار دهد.
لایه‌های مغناطیسی در چنین ساختارهایی از طریق اتصال ضدفرومغناطیسی برهمکنش می‌کنند، که منجر به وابستگی نوسانی جیی‌ام‌آر به ضخامت لایه غیرمغناطیسی می‌شود. در اولین حسگرهای میدان مغناطیسی با استفاده از ابرشبکه‌های ضدفرومغناطیسی، به دلیل اندرکنش ضدمغناطیسی قوی بین لایه‌های آن‌ها (ساخته شده از کروم، آهن یا کبالت) و زمینه‌های ناهمسانگردی قوی در آن‌ها، میدان اشباع بسیار زیاد بود؛ بنابراین حساسیت قطعه‌‌ها بسیار کم بود؛ بنابراین حساسیت قطعه‌‌ها بسیار کم بود. استفاده از پرمالوی برای مغناطیسی و نقره برای لایه‌های غیرمغناطیسی باعث کاهش میدان اشباع به ده‌ها اورستد شد.

#### دریچه‌های چرخشی با استفاده از تعویض اُریبی
راز موفق‌ترین دریچه‌های چرخشی اثر جیی‌ام‌آر از تحت تأثیر قرار دادن مبادله نشات می‌گیرد. آنها شامل لایه حساس، لایه ثابت و لایه ضدفرومغناطیسی هستند. آخرین لایه جهت مغناطش را در لایه ثابت مسدود می‌کند. لایه‌های حساس و ضدمغناطیسی برای کاهش مقاومت ساختار نازک ساخته می‌شوند. دریچه با تغییر جهت مغناطیس در لایه حساس نسبت به لایه ثابت، به میدان مغناطیسی خارجی واکنش نشان می‌دهد.
تفاوت اصلی این دریچه‌های چرخشی از سایر قطعه‌‌های جیی‌ام‌آر چندلایه وابستگی یکنواخت دامنه اثر بر ضخامت {\displaystyle _{N}}d لایه‌های غیرمغناطیسی است:
{\displaystyle \delta _{H}(d_{N})=\delta _{H0}{\frac {\exp \left(-d_{N}/\lambda _{N}\right)}{1+d_{N}/d_{0}}}}
جایی که {\displaystyle _{H}{}_{0}}δ یک ثابت عادی است، {\displaystyle _{N}}λ متوسط مسیر آزاد الکترون‌ها در مواد غیرمغناطیسی است و d0 ضخامت مؤثری است که شامل اندرکنش بین لایه‌ها است.وابستگی به ضخامت لایه فرومغناطیسی می‌تواند به شرح زیر باشد:
{\displaystyle \delta _{H}(d_{F})=\delta _{H1}{\frac {1-\exp \left(-d_{F}/\lambda _{F}\right)}{1+d_{F}/d_{0}}}}
معنی این پارامترها درست مانند معادله قبلی است، اما اکنون آن‌ها به لایه فرومغناطیسی اشاره دارند.

#### چندلایه‌ای بدون-اندرکنشی
جیی‌ام‌آر همچنین می‌تواند در صورت عدم وجود اتصال لایه‌های ضدفرومغناطیسی مشاهده شود. در این حالت، مغنامقاومت ناشی از اختلاف در نیروهای وادارندگی است (به عنوان مثال، برای آلومینیوم نسبت به کبالت کوچکتر است). در چندها لایه مانند پرمالوی/ Cu / Co / Cu میدان مغناطیسی خارجی جهت مغناطش اشباع را به حالت موازی در میدان‌های قوی و به ضدموازی در زمینه‌های ضعیف تغییر می‌دهد. چنین سیستم‌هایی دارای یک میدان اشباع پایین‌تر و δH بزرگتر از ابرشبکه‌های با اتصال ضدفرومغناطیسی هستند. یک اثر مشابه در ساختارهای Co / Cu مشاهده می‌شود. وجود این ساختارها به این معنی است که جیی‌ام‌آر به اتصال بین لایه‌ای احتیاج ندارد و می‌تواند از توزیع گشتاورهای مغناطیسی قابل کنترل توسط یک میدان‌خارجی نشات بگیرد.

#### اثر وارون جیی‌ام‌آر
در جیی‌ام‌آر وارون، مقاومت جهت غیرموازی مغناطش در لایه‌ها حداقل است. جیی‌ام‌آر وارون هنگامی مشاهده می‌شود که لایه‌های مغناطیسی از مواد مختلفی مانند NiCr / Cu / Co / Cu تشکیل شده باشد. مقاومت برای الکترون‌هایی که دارای اسپین مخالف هستند را می‌توان به صورت {\displaystyle \rho _{\uparrow ,\downarrow }={\frac {2\rho _{F}}{1\pm \beta }}} نوشت؛ زیرا دارای مقادیر مختلف است، به عنوان مثال ضرایب مختلف β، برای الکترون‌های اسپین-بالا و اسپین-پایین است. اگر لایه NiCr خیلی‌نازک نباشد، ممکن است سهم آن از لایه Co بیشتر شود و نتیجه آن جیی‌ام‌آر وارون می‌شود. توجه داشته باشید که وارونگی جیی‌ام‌آر به علامت حاصل از ضرایب β در لایه‌های فرو مغناطیسی مجاور بستگی دارد و به علائم ضرایب تک بستگی ندارد.
اگر آلیاژ NiCr با دوپ شده وانادیوم جایگزین شود،جیی‌ام‌آر وارون مشاهده می‌شود.

#### جیی‌ام‌آر در ساختارهای دانه‌دانه
جیی‌ام‌آر در آلیاژهای دانه‌ای فلزات فرومغناطیسی و غیرمغناطیسی در سال ۱۹۹۲ کشف شد و متعاقباً توسط پراکندگی حامل‌های بار وابسته به اسپین در سطح و قسمت عمده دانه‌ها توضیح داده شد. دانه‌ها خوشه‌های فرومغناطیسی با قطر حدود ۱۰ نانومتر را در یک فلز غیرمغناطیسی جاسازی شده تشکیل می‌دهند و نوعی ابرشبکه را تشکیل می‌دهند. یک شرط لازم برای اثر جیی‌ام‌آر در چنین ساختارهایی حلالیت متقابل ضعیف در اجزای آن است (به عنوان مثال، کُبالت و مس). خواص آن‌ها به شدت به اندازه‌گیری و دمای گرم کردن بستگی دارد. آن‌ها همچنین می‌توانند جیی‌ام‌آر وارون از خود نشان دهند.

## کاربردها

### حسگرهای چرخشی

#### اصل کلی
یکی از کاربردهای اصلی مواد جیی‌ام‌آر در حسگرهای میدان‌مغناطیسی است، به عنوان مثال، در دیسک درایوها، حسگرهای زیستی و همچنین آشکارسازهای نوسانات در MEMS. یک حسگر معمولی مبتنی بر جیی‌ام‌آر از هفت لایه تشکیل شده‌است:
1. بستر سیلیکون
2. لایه اتصال دهنده
3. لایه حسگر (غیر ثابت)
4. لایه غیرمغناطیسی
5. لایه ثابت
6. لایه ضدفرومغناطیسی
7. لایه محافظ

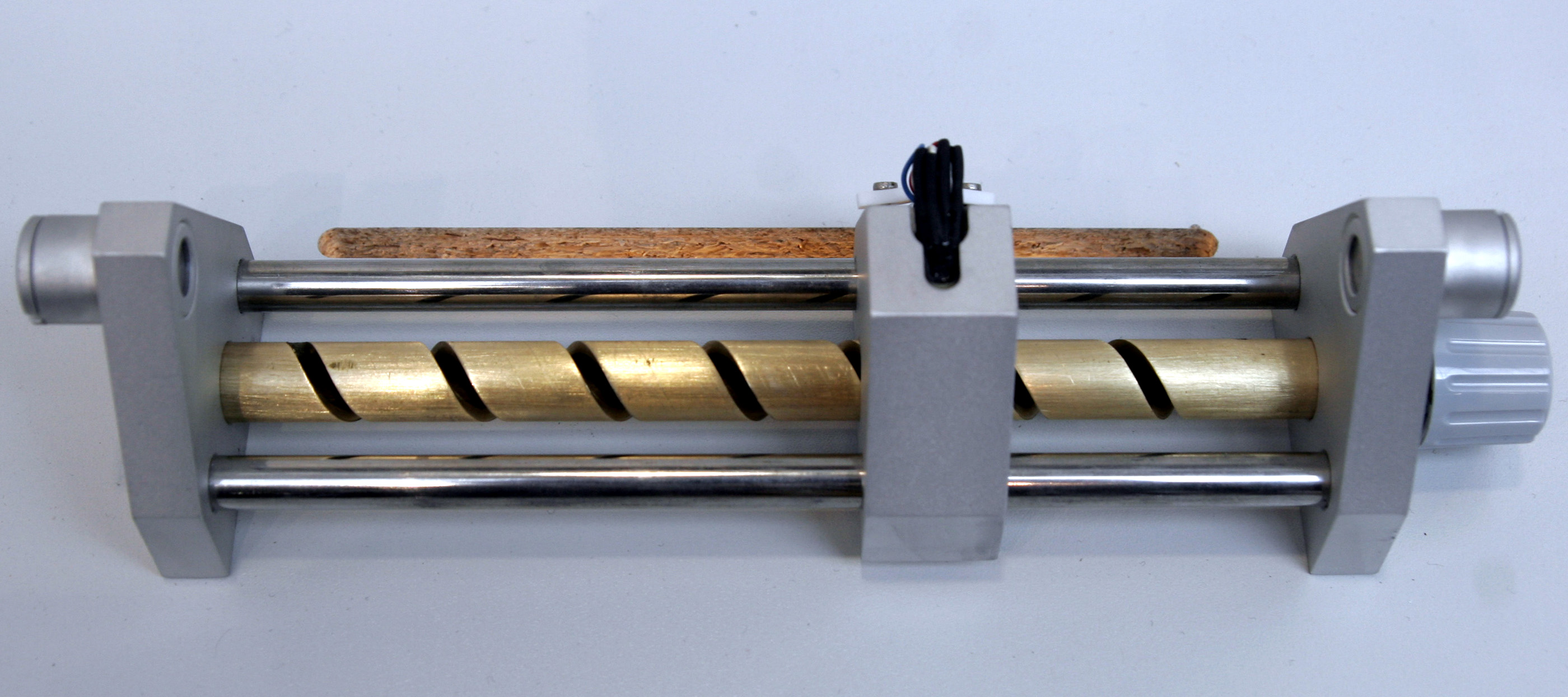
یک نمونه از حسگر جیی‌ام‌آر که توسط گرونبرگ ساخته شده‌است.

لایه‌های اتصال دهنده و محافظ اغلب از تانتال ساخته می‌شوند و یک ماده غیرمغناطیسی که به‌طور معمول مس است. لایه حسگر، مغناطش می‌تواند توسط میدان مغناطیسی خارجی تغییر جهت یابد که به‌طور معمول از آلیاژهای NiFe یا کبالت ساخته می‌شود. از FeMn یا NiMn می‌توان برای لایه ضدفرومغناطیسی استفاده کرد. لایه ثابت از ماده مغناطیسی مانند کبالت ساخته شده‌است. چنین حسگری به دلیل وجود لایه ثابت و سخت مغناطیسی دارای یک حلقه هیسترزیس نامتقارن است.
دریچه‌های چرخشی ممکن است مقاومت ناهمسانگرد را نشان دهند، که منجر به عدم تقارن منحنی حساسیت می‌شود.

#### درایوهای دیسک
در درایوهای دیسک (HDD)، اطلاعات با استفاده از حوزه‌های‌مغناطیسی کدگذاری می‌شوند، و تغییر جهت مغناطش آن‌ها با سطح، یک منطقی است، در حالی که اگر هیچ تغییری نشان ندهند صفر منطقی است.
دو روش ضبط وجود دارد: طولی و عمود.
در روش طولی، مغناطش بر سطح عمود است. بین حوزه‌ها یک منطقه انتقال (دیواره‌های حوزه) تشکیل می‌شود که در آن میدان مغناطیسی از ماده خارج می‌شود. اگر دیواره‌های حوزه در رابط دو حوزه به جهت قطب شمال واقع شده باشد، میدان به سمت بیرون هدایت می‌شود و برای دو حوزه قطب جنوب به سمت داخل هدایت می‌شود. برای خواندن جهت میدان‌مغناطیسی بالای دیواره حوزه، جهت مغناطیسی به صورت عمود به سطح در لایه ضدمغناطیسی و به موازات سطح در لایه حسگر ثابت می‌شود. تغییر جهت میدان مغناطیسی خارجی باعث منحرف شدن مغناطش در لایه حسگر می‌شود. وقتی میدان می‌خواهد مغناطش را در لایه‌های حسگر و ثابت تراز کند، مقاومت الکتریکی حسگر کاهش می‌یابد و بالعکس.

### آراِی‌ام مغناطیسی
یک سلول از حافظه دسترسی-تصادفی مغناطومقاومت (MRAM) ساختاری شبیه به حسگر چرخشی دارد. مقدار بیت‌های ذخیره شده را می‌توان از طریق جهت مغناطش در لایه حسگر رمزگذاری کرد که با اندازه‌گیری مقاومت ساختار خوانده می‌شود. از مزایای این فناوری می‌توان به استقلال منبع تغذیه (اطلاعات هنگام قطع شدن برق به دلیل وجود سد احتمالی جهت تغییر جهت مغناطیس حفظ می‌شود)، مصرف کم انرژی و سرعت زیاد اشاره کرد.
در یک واحد ذخیره‌سازی معمولی مبتنی بر جیی‌ام‌آر، یک ساختار CIP بین دو سیم عمود بر یکدیگر قرار دارد. این هادی‌ها را خطوط ردیف و ستون می‌نامند. پالس‌های جریان الکتریکی عبوری از خطوط، یک میدان مغناطیسی گردابی تولید می‌کنند، که بر ساختار جیی‌ام‌آر تأثیر می‌گذارد. خطوط میدان اشکال بیضی دارند و جهت میدان (در جهت عقربه‌های ساعت یا خلاف جهت عقربه‌های ساعت) با توجه به جهت جریان در خط تعیین می‌شود. در ساختار جیی‌ام‌آر، مغناطش در امتداد خط قرار دارد.
جهت میدان تولید شده توسط خط ستون تقریباً موازی با گشتاورهای مغناطیسی است و نمی‌تواند آنها را از نو تغییر جهت دهد. خط ردیف عمود است و صرف نظر از اندازه میدان می‌تواند مغناطش را فقط ۹۰ درجه بچرخاند. با عبور همزمان پالس‌ها از امتداد خطوط ردیف و ستون، از میدان مغناطیسی کل در محل ساختار جیی‌ام‌آر با توجه به یک نقطه و یک مبهم به نقاط دیگر در یک زاویه حاد هدایت می‌شود. اگر مقدار میدان از مقداری حیاتی فراتر رود، دومی جهت خود را تغییر می‌دهد.
چندین روش ذخیره و خواندن برای سلول توصیف شده وجود دارد. در یک روش، اطلاعات در لایه حسگر ذخیره می‌شود. از طریق اندازه‌گیری مقاومت خوانده می‌شود و با خواندن پاک می‌شود. در طرح دیگری، اطلاعات در لایه ثابت نگهداری می‌شود، که در مقایسه با جریان‌های خوانده شده، به جریان‌های ضبط شده بالاتری نیاز دارد.
مقاومت‌مغناطیسی تونل (TMR) گسترش حسگرهای چرخشی جیی‌ام‌آر است، که در آن الکترون‌ها با عبور از یک تونل عایق نازک چرخش خود را به‌طور عمود به دور لایه‌ها (جایگزین فاصله‌دهنده غیرفرومغناطیسی) انجام می‌دهند. این موضوع اجازه می‌دهد تا به یک امپدانس بزرگتر، مقدار مغنامقاومت بزرگتر و به یک وابستگی به درجه حرارت ناچیز برسیم. TMR اکنون جایگزین جیی‌ام‌آر در MRAMها و درایوهای دیسک شده‌است. از ویژگی آن‌ها می‌توان به چگالی سطحی زیاد و ثبت عمود اشاره کرد.

### کاربردهای دیگر
عایق‌های مغناطیسی برای انتقال بدون‌تماس سیگنال بین دو قسمت جدا شده الکتریکی از مدارهای‌الکتریکی برای اولین بار در سال ۱۹۹۷ به عنوان جایگزینی برای اپتوکوپلر نمایش داده شدند. یک پل ویتستون که از چهار قطعه‌ جیی‌ام‌آر یکسان تشکیل شده‌است، نسبت به یک میدان‌مغناطیسی یکنواخت حساس نیست و فقط هنگامی واکنش نشان می‌دهد که جهت‌های میدان در بازوهای همسایه پل ضدموازی باشد. چنین قطعه‌‌هایی در سال ۲۰۰۳ گزارش شده و ممکن است به عنوان یکسوکننده با پاسخ فرکانس خطی استفاده شوند.

### تقاضاهای آینده
همین‌طور که ابعاد ترانزیستورها کوچک می‌شود، خواص کوانتومی الکترون‌ها مانند ماهیت موجی آن‌ها بیشتر خود را نشان می‌دهد و باید در طراحی‌ها آن‌ها را در نظر گرفت. سرعت بالاتر و کاهش توان‌مصرفی که قطعات جیی‌ام‌آر این خواص را از خود نشان داده‌اند، بسیار مهم است.
طراحی بر مبنای جیی‌ام‌آر برتری‌هایی همچون ترکیب عملکردهای منطقی، ذخیره‌سازی و حسگری بر تکنولوژی حال حاضر دارد، که منجر به جلب‌شدن تحقیقات به سمت آن شده‌است. از مهم‌ترین دستاوردهای قطعات می‌توان به کامپیوترهای‌کوانتومی و مخابرات‌کوانتومی است، که تکنولوژی ارتباطات و فناوری‌اطلاعات قرن ۲۱ را دچار انقلاب وسیعی خواهد کرد.